# Clientis Sparkasse Oftringen
Die Clientis Sparkasse Oftringen Genossenschaft (bis Mai 2009 Sparkasse Oftringen) ist eine in der Gemeinde Oftringen und Umgebung verankerte, 1829 gegründete Schweizer Regionalbank. Ihr Tätigkeitsgebiet liegt im Standardisierten Privatkundengeschäft, in der Immobilienfinanzierung und im Bankgeschäft mit kleinen und mittleren Unternehmen. Die Bank ist als Genossenschaft organisiert.
Die Clientis Sparkasse Oftringen ist die älteste Bank im Kanton Aargau und steht mit ihrem markanten Bankgebäude am «Strassenkreuz der Schweiz». Sie hat sich öffentlich bekannt, den regen Schalterbetrieb in der urtümlichen Form aufrechtzuerhalten. Die Beibehaltung der Selbständigkeit der Genossenschaft, die Verankerung und die Werte der Region finden sich im Leitfaden der Bank. Das Bankinstitut geschäftet konservativ und zurückhaltend zum Schutze der Genossenschafter.
Die Clientis Sparkasse Oftringen Genossenschaft ist als selbständige Regionalbank der Entris Holding AG angeschlossen. Innerhalb der Entris Holding AG gehört sie zur Teilgruppierung der Clientis Banken.